# Harbo hembygdsförening
Hägerstens hembygdsförening är en hembygdsförening i Harbo socken, Heby kommun.
Föreningen bildades 1934 och 1935 inköptes en tomt i Diken i centrala delarna av socknen, och 1935 erhöll föreningen av Harbo landskommun en gammal laggarstuga vid Järpenstorp som flyttades till tomten. 1936 fick föreningen en 1700-talsbod från Holm, och 1938 köpte man en parstuga från 1700-talet med tillbyggd källarstuga belägen i Risänge av Uppsala universitet och samtidigt en bod med portlider och loftgång från samma gård, och under sommaren 1939 uppfördes husen med avsikt att återskapa planen av en bondgård från 1700- och 1800-talen. En gärdsgård sattes upp 1978 för att komplettera gårdsplanen.
Vid hembygdsgården finns även en inte obetydlig föremålssamling, del i brygghuset i portliderlängan, dels en stor samling laggningsredskap i laggarstugan från Järpenstorp. Här finns även det äldsta kända bevarade laggkärlet från Harbo, daterat 1668. Risängestugan fungerar som samlingslokal, här har återskapats en målad tapet utifrån fragment påträffade i Marbäck.